# Мержанов Віктор Карпович
Віктор Карпович Мержанов (нар. 15 серпня 1919 — пом. 20 грудня 2012) — російський радянський піаніст, народний артист СРСР.
Народився в Тамбові. Музичну освіту здобув у Тамбовському музичному училищі та Московській консерваторії.
У 1945 році розділив першу премію на всесоюзному конкурсі з С. Ріхтером.
З 1947 року викладав в Московській консерваторії. Був президентом Російського Рахманіновського товариства.